# Cobisa
Cobisa település Spanyolországban, Toledo tartományban. Cobisa Toledo, Argés, Burguillos de Toledo és Layos községekkel határos. Lakosainak száma 4500 fő (2024).

## Népesség
A település népessége az utóbbi években az alábbiak szerint változott:
| Lakosok száma | 1829 | 2670 | 3404 | 3766 | 4120 | 4143 | 4221 | 4310 | 4427 | 4500 |
|               | 2001 | 2004 | 2007 | 2009 | 2012 | 2014 | 2017 | 2019 | 2022 | 2024 |